# Storia del Partenone

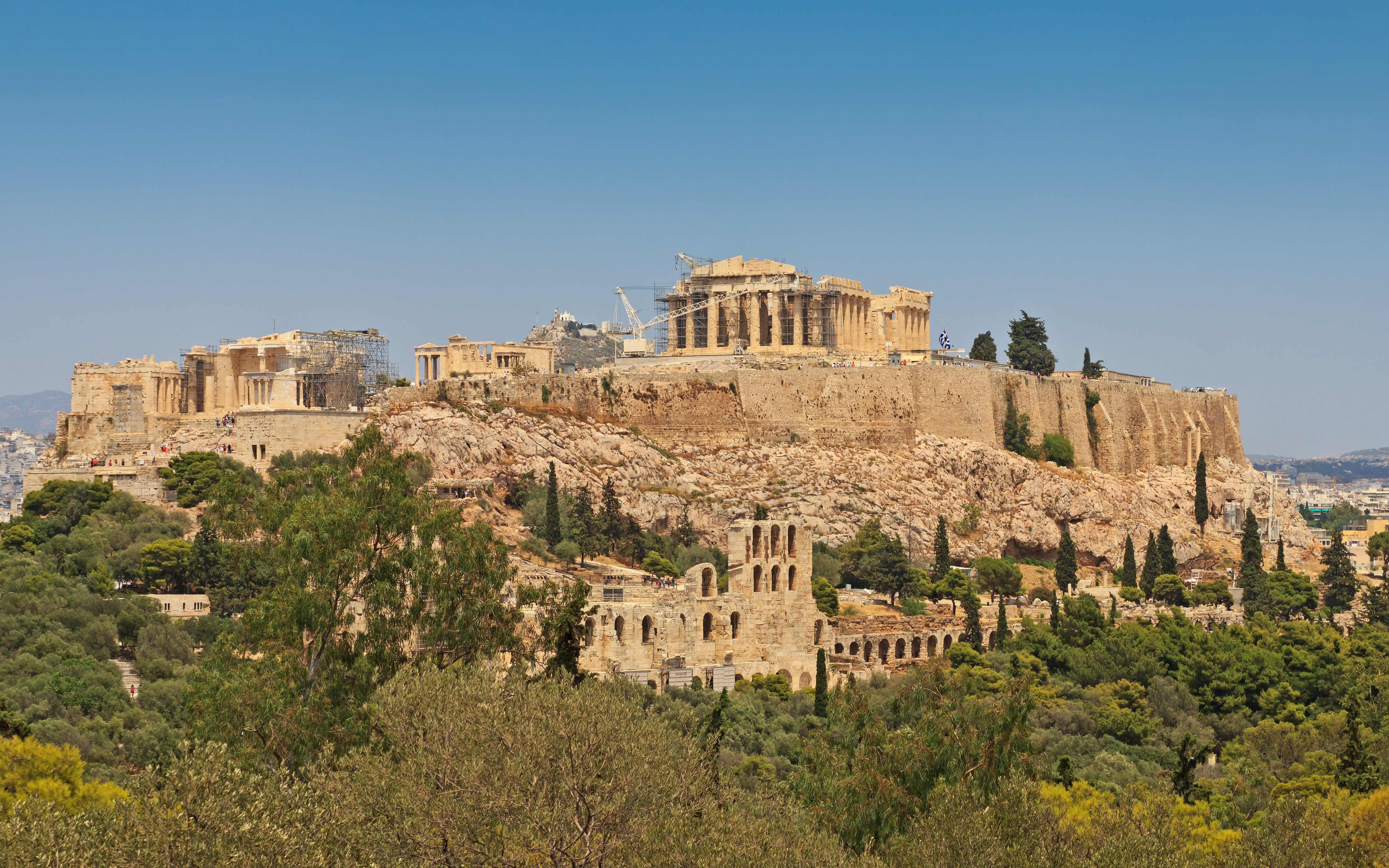
La posizione del Partenone sull'acropoli domina la città di Atene

La storia del Partenone è lunga più di duemila anni e comprende numerose trasformazioni: costruito nel V secolo a.C. come tempio di Atena partenos, durante il periodo bizantino, nel V secolo d.C., fu trasformato in una chiesa cristiana, infatti molte sculture e molti edifici dedicati a divinità pagane vennero distrutti. Nel XV secolo divenne una moschea, nel 1687 fu usato come polveriera e venne in parte distrutto da un colpo di mortaio veneziano; nei secoli successivi gran parte delle sue sculture furono asportate, soprattutto da lord Elgin nel 1801.

## Origini

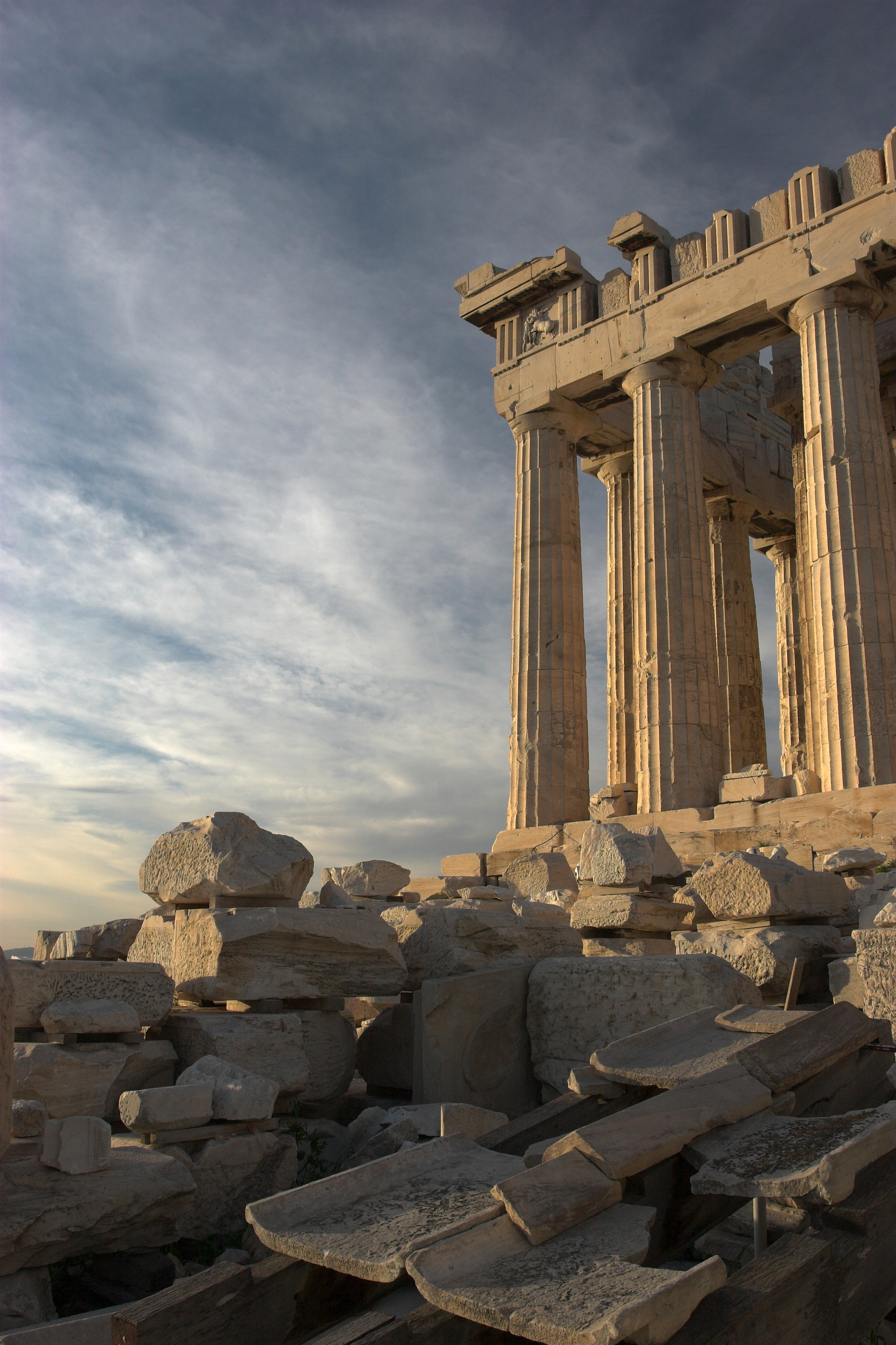
Vista del Partenone da Sud

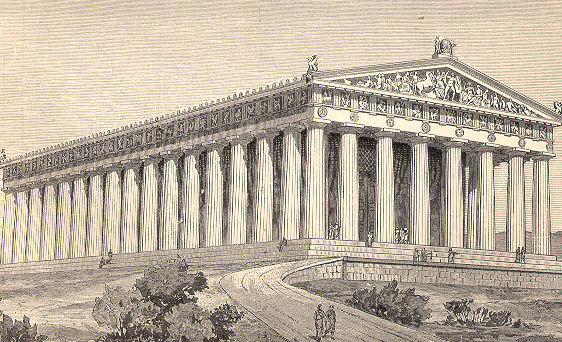
Una ricostruzione ottocentesca del Partenone (illustrazione per l'enciclopedia tedesca Pierers Konversationslexikon, 1891)

Planimetria del Partenone

### Vecchio Partenone

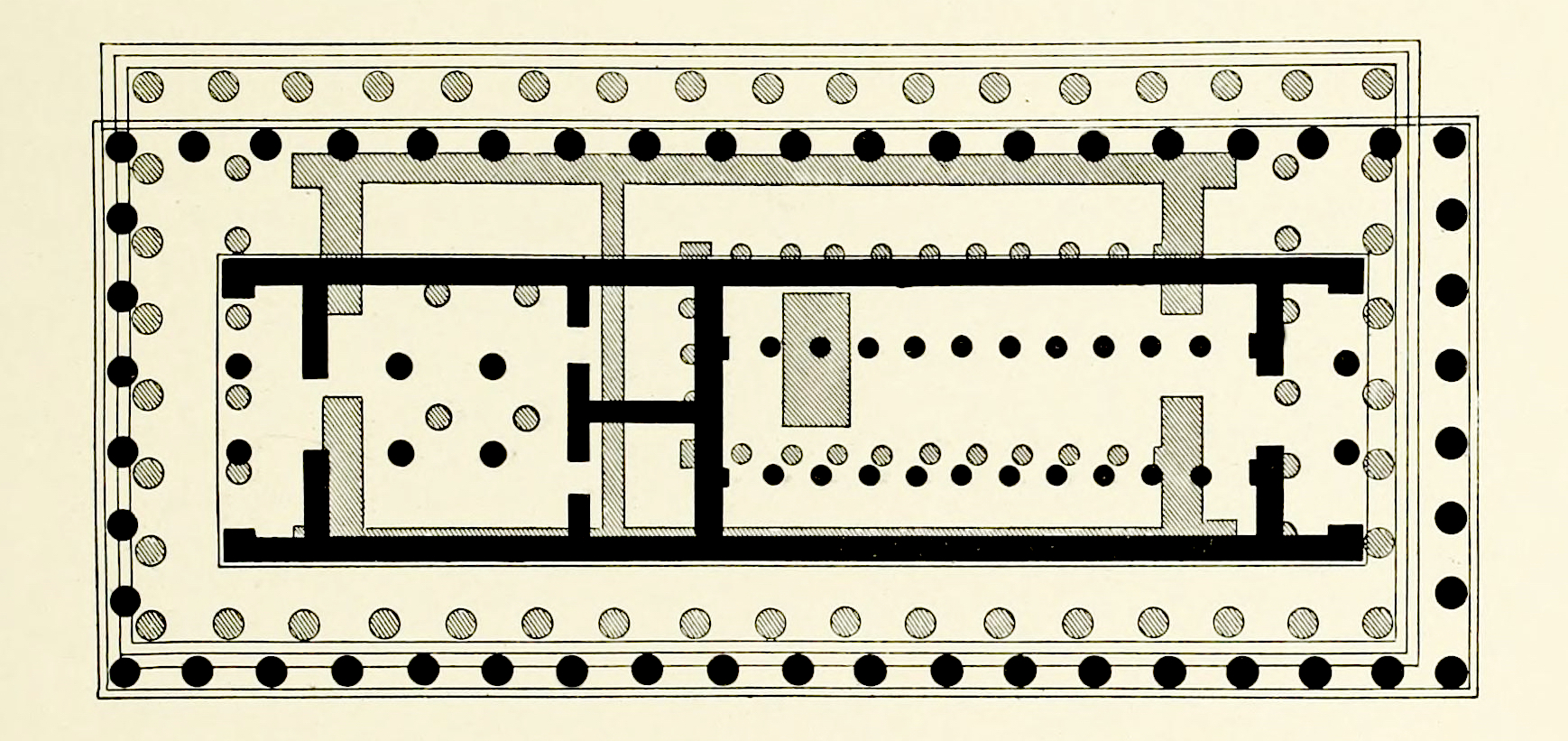
In nero l'antico Partenone, in grigio il Partenone di Pericle

Il primo tentativo di costruire un santuario per Atena Parthenos (cioè Vergine) sul sito dell'attuale Partenone ebbe inizio poco dopo la battaglia di Maratona (circa 490-488 a.C.), su solide fondazioni calcaree che estendevano e livellavano la parte meridionale della cima dell'acropoli. Questo edificio sostituiva l'Hekatompedon e si trovava accanto al tempio arcaico dedicato ad Atena Poliàs. Il vecchio Partenone, spesso indicato come pre-Partenone, era ancora in costruzione quando i Persiani saccheggiarono la città nel 480 a.C., bruciando praticamente ogni edificio sull'acropoli.

### Costruzione dell'edificio attuale
A metà del V secolo a.C., quando l'acropoli ateniese divenne la sede del lega delio-attica e Atene era il più grande centro culturale del suo tempo, Pericle avviò un progetto di costruzione ambizioso destinato a durare per tutta la seconda metà del secolo. Nel corso di tale periodo furono eretti tutti gli edifici più importanti visibili sull'acropoli oggi: oltre al Partenone, i Propilei, l'Eretteo e il tempio di Atena Nike.
Il Partenone fu costruito sotto la supervisione generale dell'artista Fidia, che era incaricato anche della decorazione scultorea. Della progettazione venne incaricato Ictino, uno dei più importanti architetti nell'Atene dell'epoca, secondo Plutarco in collaborazione con Callicrate (forse il direttore del cantiere o l'appaltatore), che lavorò dal 447 al 438 a.C. In base ai registri dei lavori, la decorazione scultorea delle metope doriche sul fregio sopra il colonnato esterno fu realizzata tra il 446 e il 440 a.C. dalla bottega di Fidia. Le decorazioni delle metope e del fregio ionico intorno alla parte superiore delle pareti della cella, vivacemente colorate, furono completate entro il 438 a.C.
L'edificio venne sostanzialmente completato nel 432 a.C., allo scoppio della guerra del Peloponneso, anche se il lavoro sulle decorazioni proseguì almeno fino all'anno successivo. Alcuni dei rendiconti finanziari per il Partenone sono sopravvissuti e mostrano che la maggiore singola voce di spesa fu il trasporto della pietra dal monte Pentelico, circa 16 km da Atene, sull'acropoli. I fondi furono in parte tratti dal tesoro della lega di Delo, che nel 454 a.C era stato spostato dal santuario panellenico di Delo all'acropoli.
Per la cella del Partenone fu scolpita da Fidia la grande statua crisoelefantina di Atena Parthenos, alta circa 12,75 m, dedicata nel 439 o 438 a.C., impiegando circa 1140 kq di oro e riprendendo nelle decorazioni i motivi del fregio dell'edificio. L'interno del tempio e la statua - secondo William Bell Dinsmoor - rimasero danneggiati da un incendio poco prima del 165 a.C., ma furono restaurati.

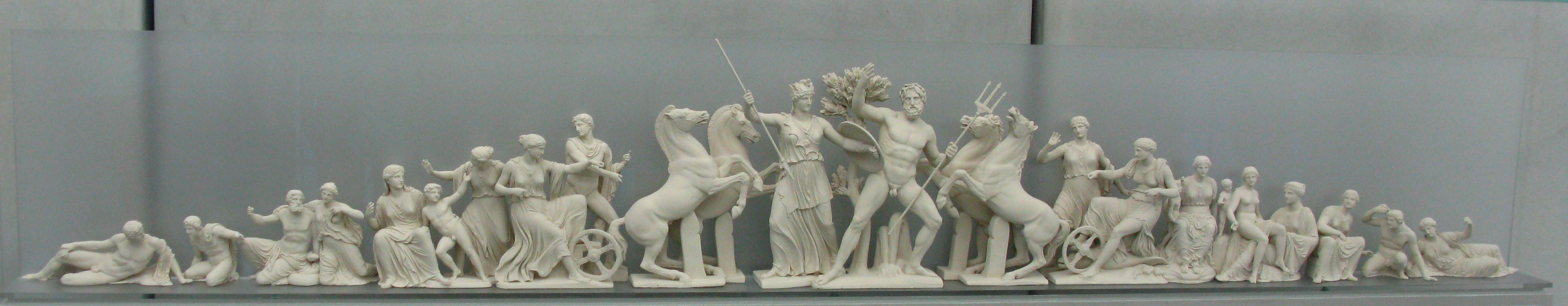
Ricostruzione delle statue del frontone ovest

Nell'inverno del 304 a.C. il re di Macedonia Demetrio I Poliorcete, fermatosi ad Atene, si stabilì nella cella posteriore del Partenone, dicendo che, poiché gli Ateniesi lo avevano dichiarato dio, era diventato il fratello minore di Atena e quindi aveva diritto a essere ospitato nel tempio di Atena; in quel periodo il Partenone divenne teatro delle sue orge notturne.

## Tarda antichità

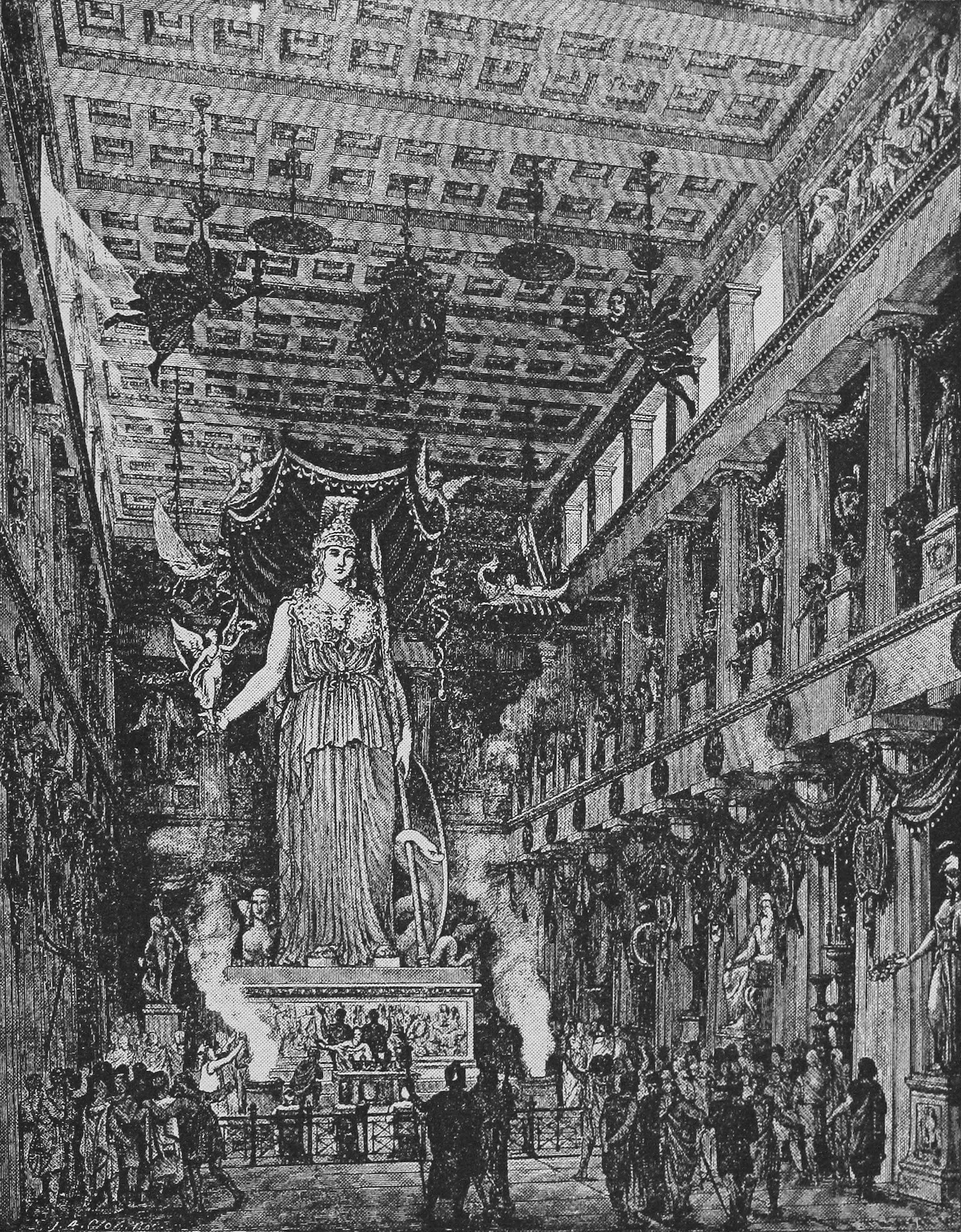
Un'illustrazione del 1880 circa che ricostruisce il possibile aspetto dell'interno del Partenone, con la statua di Atena Parthenos

Nel II secolo d.C. Pausania il Periegeta visita Atene e descrive brevemente il Partenone:
(Pausania, Periegesi della Grecia, I, 24, 5-7)
Nella tarda antichità furono distrutti il colonnato interno e il tetto del Partenone, forse in un incendio nella seconda metà del III secolo. In seguito fu eretto un nuovo colonnato interno e per coprire l'edificio venne eretto un tetto di legno (secondo altri in pietra) coperto da tegole d'argilla, che era più inclinato del tetto originale e lasciava esposte le ali dell'edificio;
Nel 1973 John Travlos sostenne che i danni, dovuti a un unico grande incendio, fossero avvenuti quando gli Eruli saccheggiarono Atene nel 267 e che le riparazioni fossero state effettuate nel 361-363 quando era imperatore Giuliano l'Apostata.
Nel 1979 Alison Frantz replicò che non ci sono prove riguardo all'esistenza di un unico grande incendio, né riguardo alla presa dell'acropoli da parte degli Eruli nel 267; anche l'affermazione secondo la quale la ricostruzione del Partenone sarebbe stata molto difficile subito dopo la partenza degli Eruli è, secondo Frantz, opinabile, dato che poco dopo il regno di Marco Aurelio Probo (276-282) furono costruite delle nuove mura attorno ad Atene e la vita degli abitanti riprese normalmente, come dimostrato da prove sia archeologiche sia scritte. Anche se non si può escludere che gli Eruli abbiano danneggiato il Partenone, risulta difficile pensare che la ricostruzione sia avvenuta addirittura un secolo dopo; altri danni potrebbero essere stati causati nel 396 da Alarico, visto che ci sono prove certe delle sue devastazioni nella città bassa ma sull'acropoli non è stato possibile rintracciare alcun indizio, dato che tutti i resti post-classici su di essa sono stati ripuliti nel XIX secolo.
Alla distruzione del colonnato potrebbero avere contribuito anche il terremoto di Creta del 365, la serie di scosse verificatesi tra il mese di settembre e quello di novembre del 394 e un terremoto del 396 riportato da varie fonti letterarie. Non si può stabilire quali di queste cause abbiano influito e quanto abbiano influito sul Partenone. Se Giuliano avesse messo mano al Partenone, risulterebbe molto strano il silenzio in proposito di tutte le fonti letterarie, sia pagane sia cristiane; inoltre la supposizione che il Partenone fosse chiuso e in rovina sembrerebbe infondata, visto che sia da una lettera dello stesso Giuliano sia dallo scritto anonimo chiamato Expositio totius mundi sembrerebbe che negli anni 350 il Partenone non fosse chiuso. Secondo Frantz non è vero che un tempio pagano avrebbe potuto essere restaurato solo sotto un imperatore pagano quale Giuliano: le autorità locali avevano sempre una certa autonomia, in particolare ad Atene, dove l'Accademia neoplatonica aveva un peso molto forte e le leggi erano spesso ignorate.
In base alle prove archeologiche Frantz stabilisce che la distruzione del colonnato e del tetto sia avvenuta prima del 450, che poco dopo siano stati rimossi i detriti e che in seguito siano stati ricostruiti prima il colonnato e poi il tetto. Secondo Frantz la ricostruzione avvenne sotto il Prefetto del pretorio dell'Illirico Erculio (407-412), un pagano che portò avanti grandi lavori edilizi in Grecia e specialmente ad Atene, dove restaurò la biblioteca di Adriano; i lavori probabilmente durarono più di cinque anni, ma Erculio potrebbe avere lasciato le direttive e i fondi per continuarli dopo la fine della sua prefettura. Anche se mancano prove certe a sostegno di questa ipotesi di Frantz, un'iscrizione potrebbe suggerire un collegamento tra Erculio, promachos delle leggi, e Atena, Promachos della città di Atene.
Il Partenone sopravvisse come tempio dedicato ad Atena per nove secoli, fino a quando nel 435 Teodosio II decretò la distruzione di tutti i templi pagani dell'impero bizantino e la purificazione delle aree sulle quali sorgevano; Atene però era una città quanto mai refrattaria alla penetrazione del cristianesimo, soprattutto a causa dell'influenza dell'accademia neoplatonica, quindi molti templi pagani non furono distrutti ma trasformati in chiese; il Partenone fu chiuso probabilmente poco prima del 485.
Nello stesso secolo la statua di Atena Parthenos che troneggiava all'interno rimase distrutta da un altro incendio; nel 426 l'altra enorme statua di Fidia, l'Atena Promachos che svettava tra il Partenone e i Propilei, era stata trasportata per ordine dell'imperatore fino a Costantinopoli, dove rimase per secoli fino a quando fu distrutta, forse durante l'assedio di Costantinopoli del 1204 condotto durante la quarta crociata.

## Chiesa cristiana

L'evoluzione del Partenone, da tempio pagano a chiesa cristiana

Il Partenone fu convertito in una chiesa cristiana negli anni 590 e fu chiamata chiesa di Maria Parthenos (la Vergine Maria) o Maria Theotókos (Maria madre di Dio). Un oracolo del 500 circa riportato nella Teosofia di Tubinga afferma che Apollo stesso aveva predetto che il Partenone sarebbe diventato una chiesa dedicata alla Madonna. L'orientamento dell'edificio fu cambiato per rivolgerlo verso est: fu chiusa l'entrata sul lato est, dove furono posti l'altare e l'iconostasi, adiacenti a un'abside posta dove in precedenza si trovava il pronao; quest'abside venne ricoperta da un mosaico della Vergine con il fondo formato da tessere dorate, secondo l'uso bizantino. Un largo portale centrale con ai lati due porte secondarie fu aperto nel muro che divideva la cella, che divenne la navata della chiesa, dalla camera posteriore, il nartece della chiesa; vennero aperte delle finestre; furono murati gli spazi tra le colonne dell'opistodomo, lasciando un portale centrale e due laterali, e quelli tra le colonne del peristilio, lasciando solo alcuni ingressi. Sui muri furono pitturate delle icone e molte iscrizioni cristiane furono incise sulle colonne. Durante i restauri il gruppo scultoreo centrale del frontone est, raffigurante la nascita di Atena, fu rimosso e distrutto, in quanto non conciliabile con la religione cristiana.
Il Partenone divenne la quarta destinazione più importante di pellegrinaggio cristiano nell'impero bizantino: lo precedevano Costantinopoli, Efeso e Tessalonica. Nel 1018 l'imperatore Basilio II venne in pellegrinaggio ad Atene subito dopo la sua vittoria decisiva sui Bulgari al solo scopo di pregare nel Partenone. Nei resoconti greci medievali il Partenone è chiamato "chiesa della Theotokos Atheniotissa" (Nostra Signora di Atene) e viene spesso notato quanto era famoso; a riprova della sua importanza si può notare la presenza sulle sue colonne di ben 220 iscrizioni lasciate da pellegrini e fedeli databili tra il 600 e il 1200, e certamente molte vennero cancellate dall'erosione e dai danni del 1687. Un altro fattore molto importante da considerare è il fatto che i testi bizantini dell'epoca si soffermano sul Partenone non per le sue reliquie e per la Theotokos, bensì per l'edificio in sé, la principale attrazione di Atene; questo accade solo per un'altra chiesa, la basilica di Santa Sofia di Costantinopoli. Si può affermare che, confrontando le fonti antiche con quelle bizantine, la fama del Partenone fu maggiore nel Medioevo: nell'antichità, infatti, non risulta che ci siano state persone venute ad Atene unicamente per pregare al suo interno e l'attenzione dei visitatori si focalizzava soprattutto sulla statua di Atena.
Il secolo in cui il Partenone ebbe maggiore rilevanza come chiesa fu probabilmente il XII secolo, durante il quale venne istituita una festività in onore della Theotokos, forse annuale; ci fu anche un miracolo: una luce divina all'interno del Partenone, citata da molti autori dell'epoca. Alla fine del secolo divenne vescovo di Atene Michele Coniata, che si lamentò spesso del degrado della città ma elogiò sempre la divina bellezza del Partenone, sua unica consolazione; Coniata si riferisce al Partenone, non alla Theotokos.
All'epoca dell'impero latino il Partenone divenne per circa 250 anni una chiesa cattolica, la chiesa di Maria madre di Dio nel Partenone; nel 1206 fu nominato un nuovo arcivescovo. Durante questo periodo fu costruita una torre nell'angolo sud-ovest della cella, usata come torre di avvistamento e campanile e contenente una scala a chiocciola, e sotto il pavimento furono costruite delle tombe a volta. Alla fine del XIII secolo il papa Niccolò IV concesse un'indulgenza a chi andava in pellegrinaggio al Partenone.
Nel 1395 fu redatta la seconda descrizione del Partenone, la prima dopo quella di Pausania: Niccolò da Martoni di Carinola, passato da Atene di ritorno da un pellegrinaggio in Terra santa tra il 24 e il 25 febbraio di quell'anno, fu affascinato dalla grandezza del Partenone, dalle sculture in marmo, dal numero di colonne (ne contò 60, in realtà erano 58), che paragonò a quelle del duomo di Capua, dai portali (che secondo il suo resoconto erano addirittura quelli che i Greci avevano portato via dalla città di Troia) e soprattutto dal ciborio, un canopo appoggiato a quattro colonne di diaspro.
Nel 1436 fu redatta la terza descrizione del Partenone, la prima disegnata: Ciriaco d'Ancona, passato da Atene il 7 aprile di quell'anno, scrisse:
(Ciriaco d'Ancona)
Ciriaco d'Ancona tornò ad Atene nel 1444 e realizzò numerosi disegni del Partenone, ma quasi tutti andarono perduti nell'incendio della biblioteca di Pesaro del 1514; di molti restano delle copie, la maggior parte delle quali realizzate nel 1465 da Giuliano da Sangallo.

## Moschea islamica

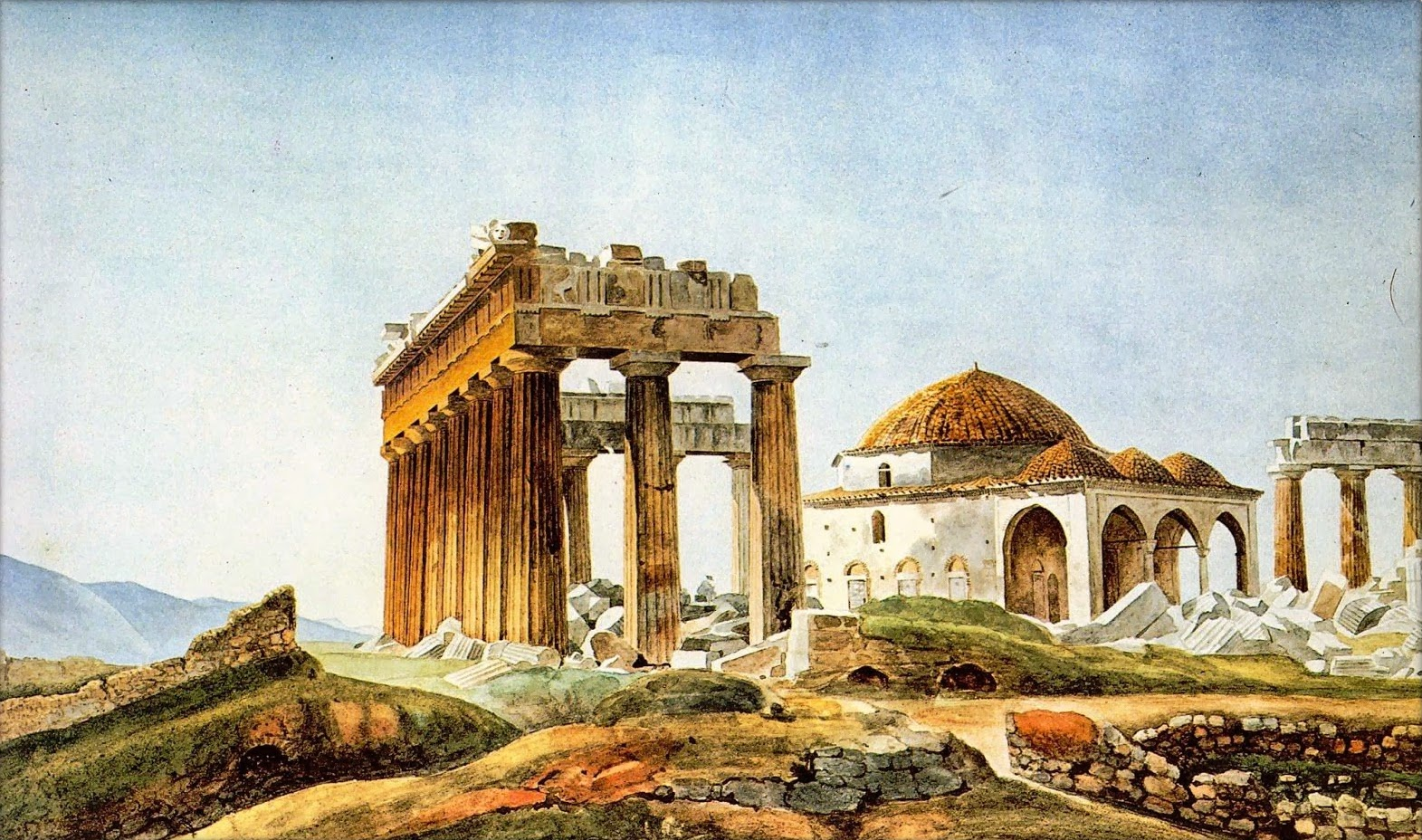
Le rovine del Partenone e la moschea ottomana costruita dopo il 1715, all'inizio degli anni 1830

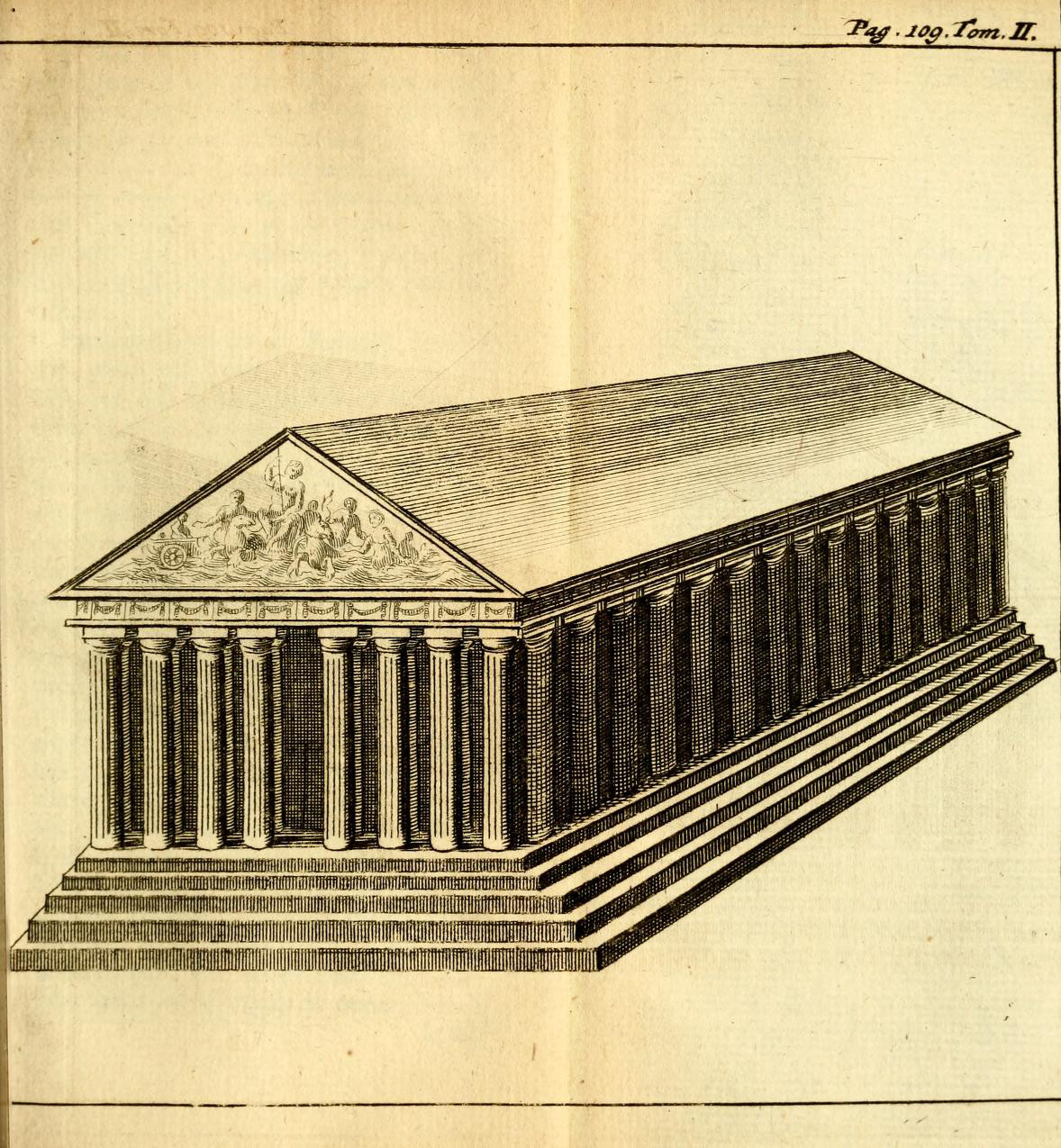
Il Partenone ricostruito da Spon e Wheler (Voyage d'Italie, de Dalmatie, de Grece, et du Levant fait aux années 1675 & 1676 par Jacob Spon et George Wheler, 1679, Amsterdam)

Nel 1456 i turchi ottomani invasero Atene e assediarono fino al giugno del 1458 un contingente fiorentino che difendeva l'acropoli. I turchi forse restituirono per breve tempo il Partenone ai cristiani ortodossi come chiesa; in seguito, in una data imprecisata successiva al 1466, il Partenone divenne una moschea, che è attestata per la prima volta da uno scrittore anonimo nell'ultima metà del XV secolo.
Le precise circostanze in cui i Turchi trasformarono il Partenone in moschea non sono chiare; un resoconto afferma che Maometto II ordinò la conversione come punizione per un complotto ateniese contro gli ottomani. L'abside divenne il miḥrāb, la torre fu alzata e divenne il minareto, fu inserito un minbar, l'altare cristiano e l'iconostasi vennero rimosse e le pareti furono imbiancate per coprire le immagini cristiane.
Nonostante le trasformazioni che subì il Partenone quando fu trasformato prima in chiesa e poi in moschea, la sua struttura era rimasta sostanzialmente intatta. Nel 1667 il viaggiatore turco Evliya Çelebi, che aveva visitato più volte Atene tra il 1630 e il 1650, si meravigliò per le sculture del Partenone e descrisse l'edificio in senso figurato come "una fortezza inespugnabile non creata da mano umana"; compose una supplica in poesia affinché il Partenone, come "opera del cielo stesso più che delle mani dell'uomo, rimanesse in piedi per tutto il tempo".
A partire dagli anni 1670 anche gli stranieri ebbero di nuovo accesso al Partenone.
La prima testimonianza è una Relazione sulle antichità di Atene del 18 marzo 1670, redatta probabilmente da un mercante, che scrisse: "all'interno del forte [l'acropoli] s'innalza il nobile tempio della dea Pallade, in un certo qual modo tutto intero, con molte colonne e statue del famoso architetto Fidia". Nel 1674 l'ambasciatore francese a Costantinopoli Charles Marie François Olier, dando in cambio al sultano 6 braccia di scarlatto veneziano, riuscì a visitare l'acropoli portando con sé il pittore Jacques Carrey, che in appena due settimane riuscì a rappresentare nei suoi schizzi il piedestallo, il fregio e le metope del lato sud (comprese le 14 metope che scomparvero dopo il 1687).
Nel 1676, pagando due misure di caffè al governatore e una al comandante della guarnigione, riuscirono a raggiungere l'acropoli Jacob Spon, medico francese di Lione e pioniere dell'archeologia, e il naturalista britannico sir George Wheler, che in seguito pubblicarono una delle ultime immagini del Partenone prima della sua distruzione; affascinati dall'edificio, lo descrissero come "l'opera più considerevole della cittadella" (Wheler addirittura come "il più bel pezzo d'antichità del mondo") e ne ammirarono in particolare "i rilievi interi e meravigliosamente decorati" dei frontoni. La loro descrizione comprende non solo le parti antiche, ma anche le caratteristiche della moschea dell'epoca: l'ex fonte battesimale era usato per contenere l'acqua riservata alle abluzioni di coloro che entravano nella moschea; era stata ricavata una nicchia nella parete destra in direzione della Mecca, era stato costruito un pulpito per leggere il Corano ed erano stati inseriti quattro armadi a muro chiusi da porte di marmo, i quali contenevano probabilmente libri e arredi sacri. Tutte le decorazioni cristiane erano state intonacate, ma il grande mosaico della Vergine rimaneva visibile, a differenza degli altri.
All'inizio del 1687, al seguito dell'ambasciatore di Francia a Costantinopoli, l'ingegnere Plantier fece un altro schizzo del Partenone per un francese, Laurent Graviers d'Ortières. Si tratta dell'ultima rappresentazione del Partenone prima della sua distruzione: tutti gli schizzi del XVII secolo, in particolare quelli di Carrey, forniscono prove importanti e talvolta uniche delle condizioni del Partenone e delle sue sculture prima dei gravi danni subiti dal 1687 in poi.

## L'esplosione del 1687

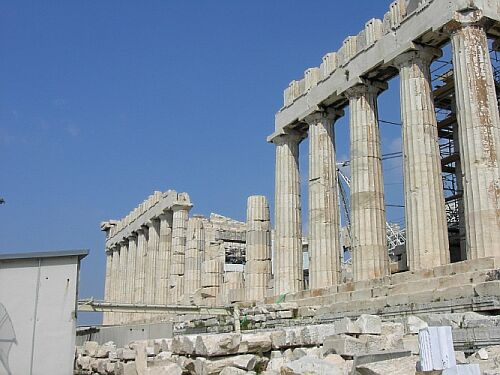
Il lato meridionale del Partenone, che subì danni importanti a causa dell'esplosione del 1687

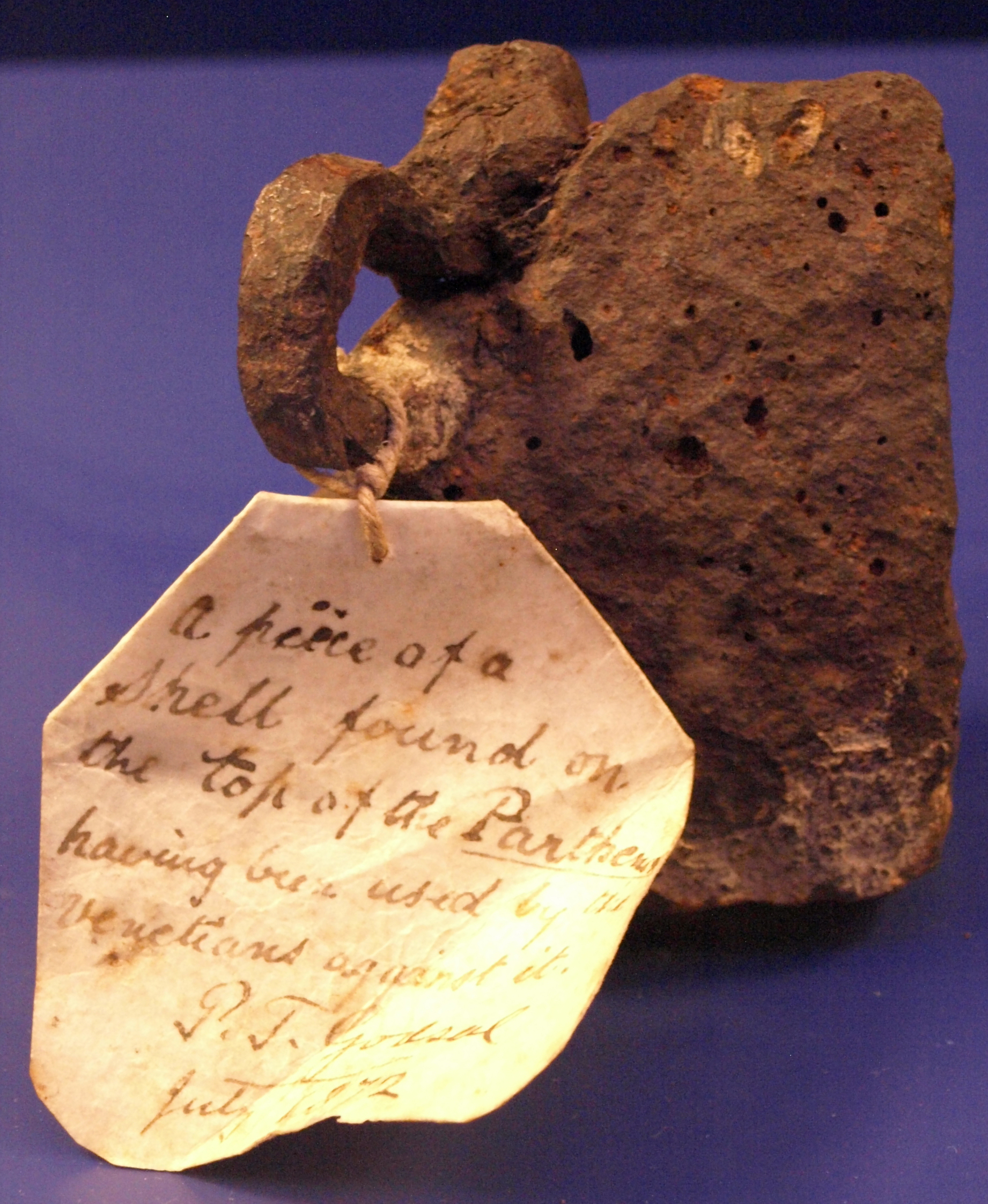
Frammento di un proiettile esploso rinvenuto sulla sommità di un muro del Partenone, probabilmente dell'epoca dell'assedio veneziano

Nel 1687 il Partenone subì grandi danni dalla più grande catastrofe della sua lunga storia.
La Repubblica di Venezia inviò una spedizione guidata dal futuro doge Francesco Morosini per attaccare Atene e catturare l'acropoli. I turchi fortificarono l'acropoli e usarono il Partenone come polveriera, pur conoscendo i rischi di questo uso (nel 1656 un'esplosione aveva gravemente danneggiato i Propilei, usati appunto come polveriera), e come rifugio per la comunità turca della città. Un resoconto, scritto dal maggiore Sobievolski delle truppe ausiliare dei Luneburghesi, afferma che la sera del 25 settembre un disertore turco aveva rivelato a Morosini l'uso che i turchi facevano del Partenone, aspettandosi che i veneziani non bombardassero un edificio avente una tale importanza storica. Sembra che Morosini abbia risposto dirigendo la sua artiglieria verso il Partenone.
Il 26 settembre, verso le 19, un colpo di mortaio veneziano sparato dalla collina di Filopappo fece saltare in parte l'edificio: L'esplosione fece saltare in aria la porzione centrale dell'edificio e causò lo sgretolamento in macerie dei muri della cella. L'architetto e archeologo greco Kornilia Chatziaslani scrive che "tre dei quattro muri del santuario quasi crollarono e tre quinti delle sculture dei fregi caddero. Probabilmente nessuna parte del tetto rimase al suo posto. Caddero sei colonne sul lato sud, otto sul lato nord, così come tutto ciò che rimaneva del portico orientale, eccetto una colonna. Le colonne portarono giù con loro le enormi architravi di marmo, i triglifi e le metope". Circa trecento persone morirono nell'esplosione, che gettò frammenti di marmo sui difensori turchi posti lì attorno e causò grandi incendi che bruciarono per due giorni e incenerirono molte case.
I resoconti dell'epoca non sono concordi sull'intenzionalità del colpo di mortaio, che Morosini minimizzò nel suo primo dispaccio, nel quale il Partenone non è nemmeno nominato:
(Francesco Morosini, 10 ottobre 1687)
Nei secoli successivi hanno continuato a esistere due diverse opinioni tra gli storici: alcuni sostengono che il colpo non fosse intenzionale, altri invece pensano il contrario.

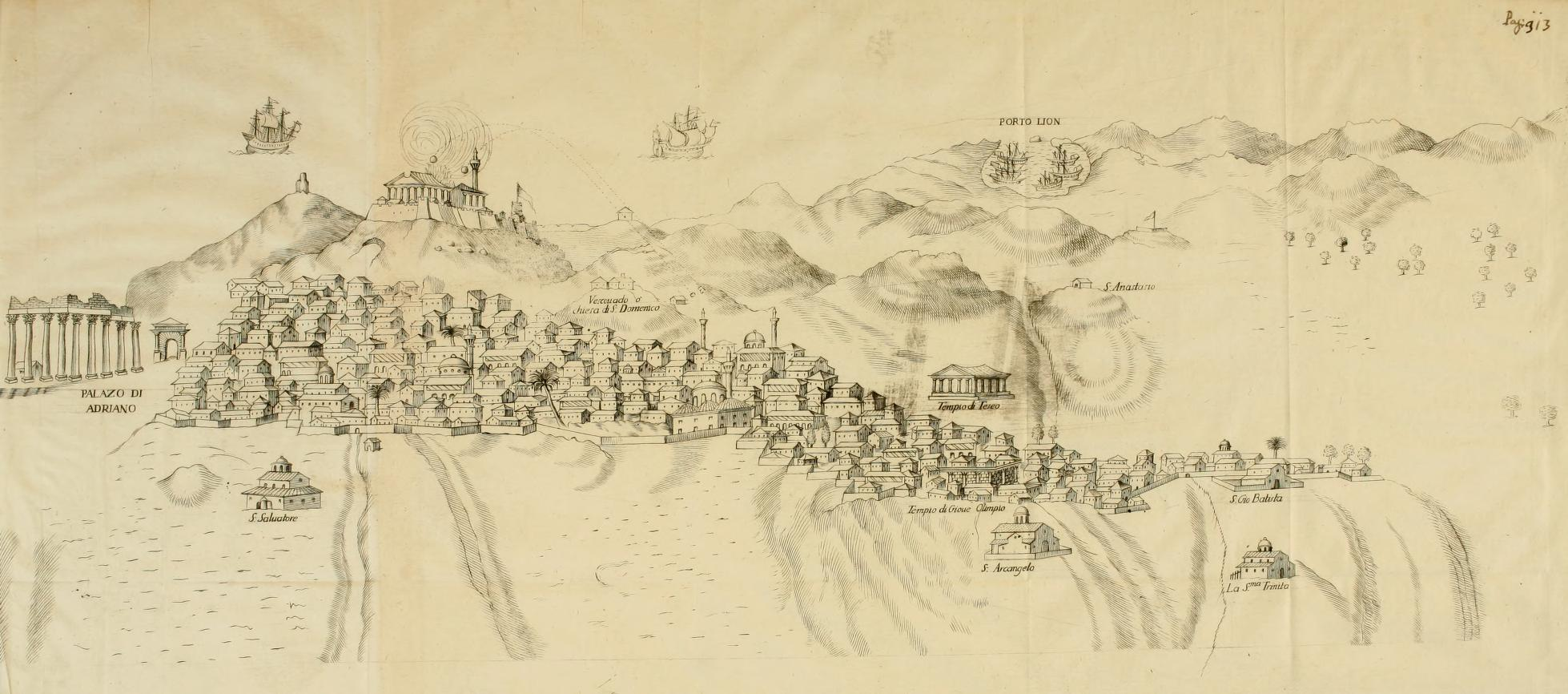
Il bombardamento dell'acropoli rappresentato da Francesco Fanelli nel 1707

Il 28 settembre ci fu un nuovo bombardamento ai danni dell'acropoli, che distrusse la casa dell'agha e uccise alcune donne, mentre la cavalleria del seraskier, accampata a Tebe, si ritirò alla vista della cavalleria di Otto Wilhelm von Königsmarck, comandante dell'esercito terrestre alleato di Venezia; quella sera i turchi si arresero e consegnarono cinque personaggi eminenti ai veneziani. Il 29 fu firmato un accordo che permetteva ai turchi di lasciare l'acropoli disarmati entro il 4 ottobre portando con sé i propri beni, a patto che si imbarcassero a loro spese per andare a Smirne. Molti turchi fuggirono la notte dal 29 al 30 settembre, mentre la sera del 5 ottobre lasciarono la città tremila turchi, molti dei quali furono rapinati dalle truppe cristiane, mentre ne restarono ad Atene trecento. Atene divenne una città veneziana e le truppe cristiane s'insediarono nell'acropoli; Morosini viene ricoperto di gloria.
Durante l'occupazione di Atene Morosini tentò di saccheggiare le sculture dalle rovine del Partenone, provocando così ulteriori danni: le sculture dei cavalli di Poseidone e Atena caddero a terra e si ruppero mentre i suoi soldati tentavano di staccarle dal basamento dell'edificio.
L'anno seguente i veneziani abbandonarono Atene per evitare di affrontare il grande esercito che i turchi avevano messo insieme a Calcide; i veneziani presero in considerazione la possibilità di fare saltare i resti del Partenone insieme al resto dell'acropoli per impedire che i turchi la usassero nuovamente come roccaforte, ma il progetto non fu portato a termine per mancanza di tempo, di esplosivi e di soldati per scavare le gallerie di mina. Il 4 aprile 1688 si concluse l'evacuazione di Atene da parte dei veneziani e degli abitanti della città, trasferiti a Salamina, nel Peloponneso e nelle isole Ionie; l'8 aprile lasciò Atene anche Morosini, a bordo della bastarda generalizia.
Dopo avere ripreso l'acropoli, i turchi utilizzarono alcune delle macerie prodotte dall'esplosione per erigere una moschea più piccola dentro il guscio del Partenone in rovina. Durante i 150 anni successivi vennero saccheggiati tutti gli oggetti di valore e alcuni pezzi della struttura ancora integra, usati come materiale da costruzione; i blocchi scolpiti erano i più apprezzati, dato che assorbivano meglio il calore quando venivano cotti.

## Il Settecento e lord Elgin

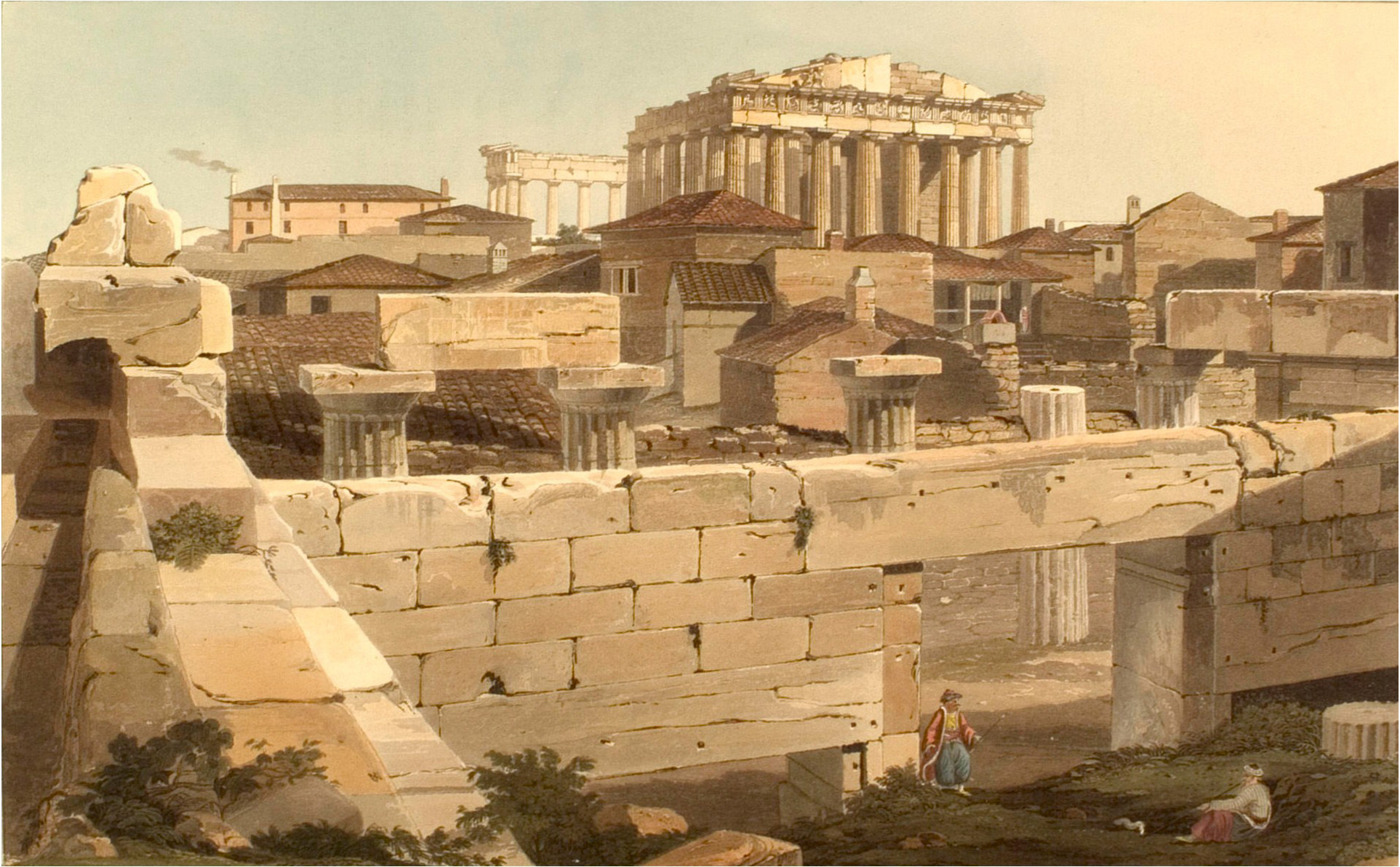
Vista del Partenone dai Propilei di Edward Dodwell in Views in Greece, Londra, 1821, acquatinta colorata a mano, stampa di John Bailey

Il XVIII secolo fu un periodo di stagnazione per gli ottomani; molti europei poterono quindi recarsi ad Atene e le pittoresche rovine del Partenone furono oggetto di molti disegni e dipinti, stimolando il filellenismo e aiutando a fare nascere un sentimento di simpatia per l'indipendenza greca in Francia e in Inghilterra. Tra i primi viaggiatori e archeologi dell'epoca ci furono James Stuart e Nicholas Revett, che furono incaricati dalla Society of Dilettanti di esaminare le rovine dell'Atene classica; i due produssero i primi disegni del Partenone che ne rispettavano le misure e li pubblicarono nel 1787 all'interno del secondo volume delle Antiquities of Athens Measured and Delineated.

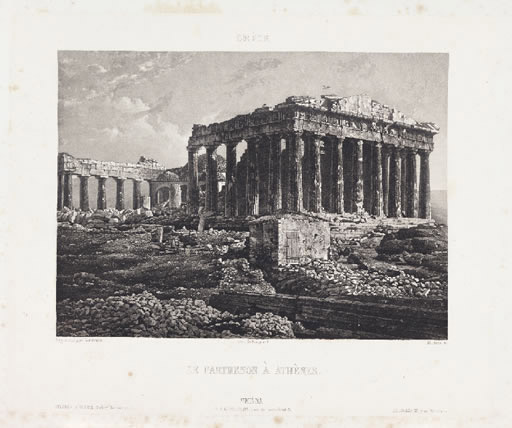
La prima fotografia conosciuta del Partenone fu scattata da Joly de Lotbinière nel 1839. All'interno della cella si può ancora notare la moschea eretta dai turchi.

Nel 1801 l'ambasciatore britannico a Costantinopoli Thomas Bruce, VII conte di Elgin, pur essendo venuto solamente con l'intenzione di studiare le sculture, sotto la supervisione del pittore Giovanni Battista Lusieri rimosse dal Partenone circa 17 statue provenienti dai due frontoni, 15 (in origine erano 92) metope raffiguranti battaglie tra Lapiti e Centauri e 75 metri (in origine erano 160) del fregio interno del tempio ottenne un discutibile editto dal sultano Selim III; si tratta di più della metà di ciò che resta della decorazione dell'acropoli.
Dal momento che l'Acropoli era ancora una fortezza ottomana, Elgin richiese il permesso di entrare nel sito, che comprendeva il Partenone e gli edifici circostanti; tale autorizzazione venne concessa a lui e agli artisti al suo seguito dal Sultano. Lo scavo e la rimozione furono completati nel 1812, con un costo, sostenuto interamente da Elgin, di 70000 sterline. L'autenticità dell'autorizzazione è stata messa in discussione e i pareri degli studiosi sono contrastanti.
A seguito di un dibattito pubblico in Parlamento e al conseguente scagionamento di Elgin i marmi vennero acquistati dal governo britannico nel 1816 e trasportati al British Museum, dove ora si trovano disposti nella galleria Duveen, costruita appositamente per essi.

## Grecia indipendente
Subito dopo avere preso il controllo di Atene (1832) il regno di Grecia intraprese il restauro dell'acropoli, che iniziò nel dicembre del 1834. Durante il loro primo sopralluogo i due studiosi tedeschi incaricati dei lavori, Ludwig Ross ed Eduard Schaubert, scoprirono, sotto il pavimento della cella, un deposito di polvere inesploso risalente all'epoca turca. La parte visibile del minareto fu demolita; la sua base e la scala a chiocciola, fino al livello dell'architrave, rimasero invece intatte.

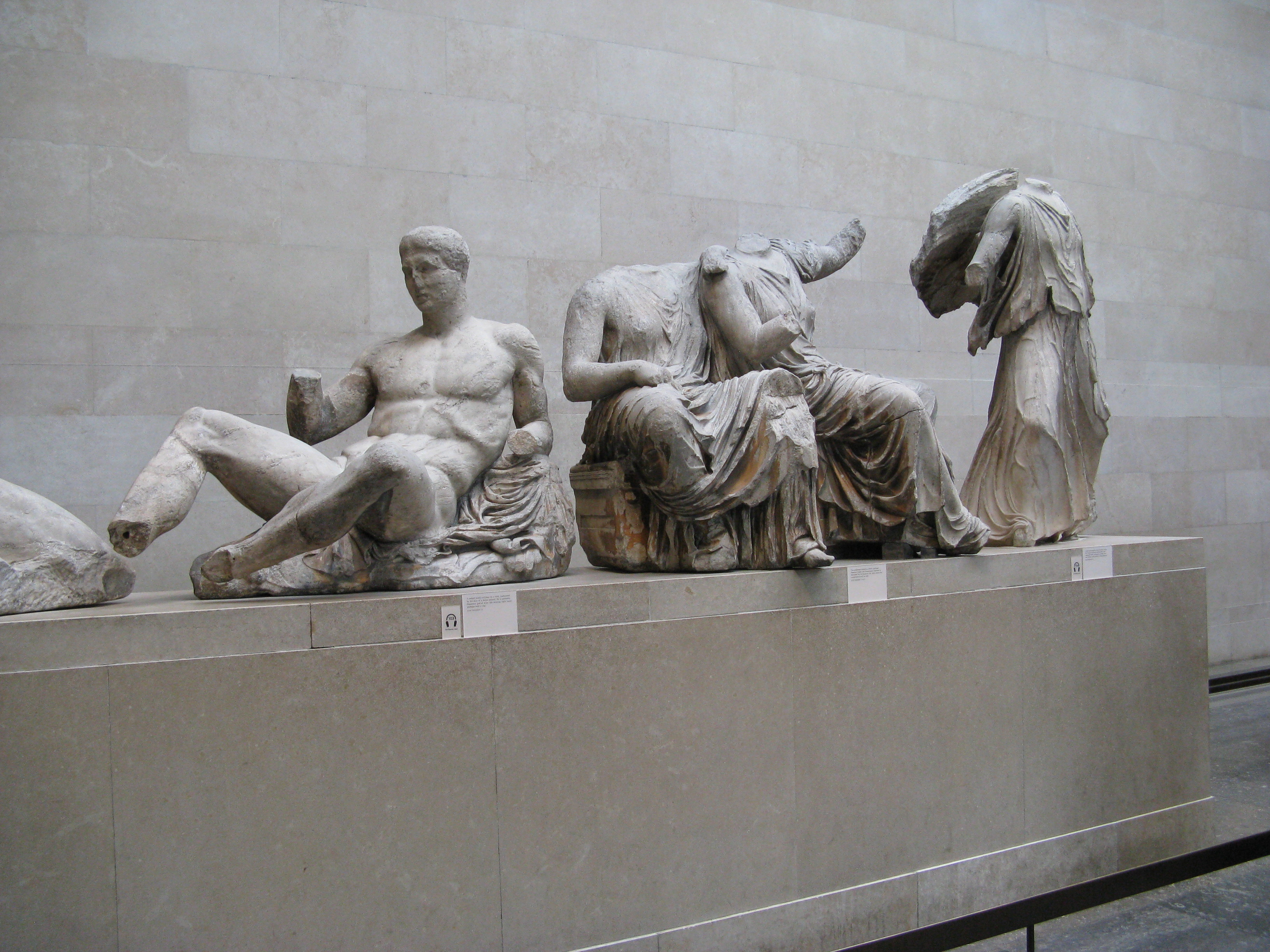
Sculture del Partenone al British Museum

Tutti gli edifici medievali e ottomani dell'acropoli furono subito distrutti. Tuttavia, l'immagine di una piccola moschea dentro la cella del Partenone è stata preservata nella fotografia del 1839 di Joly de Lotbinière, pubblicata nelle Excursions Daguerriennes di Noël Paymal Lerebours nel 1842: si tratta di un documento di grandissima importanza, la prima fotografia dell'acropoli. L'area divenne un territorio di interesse storico controllato dal governo greco.

## Disputa sui marmi

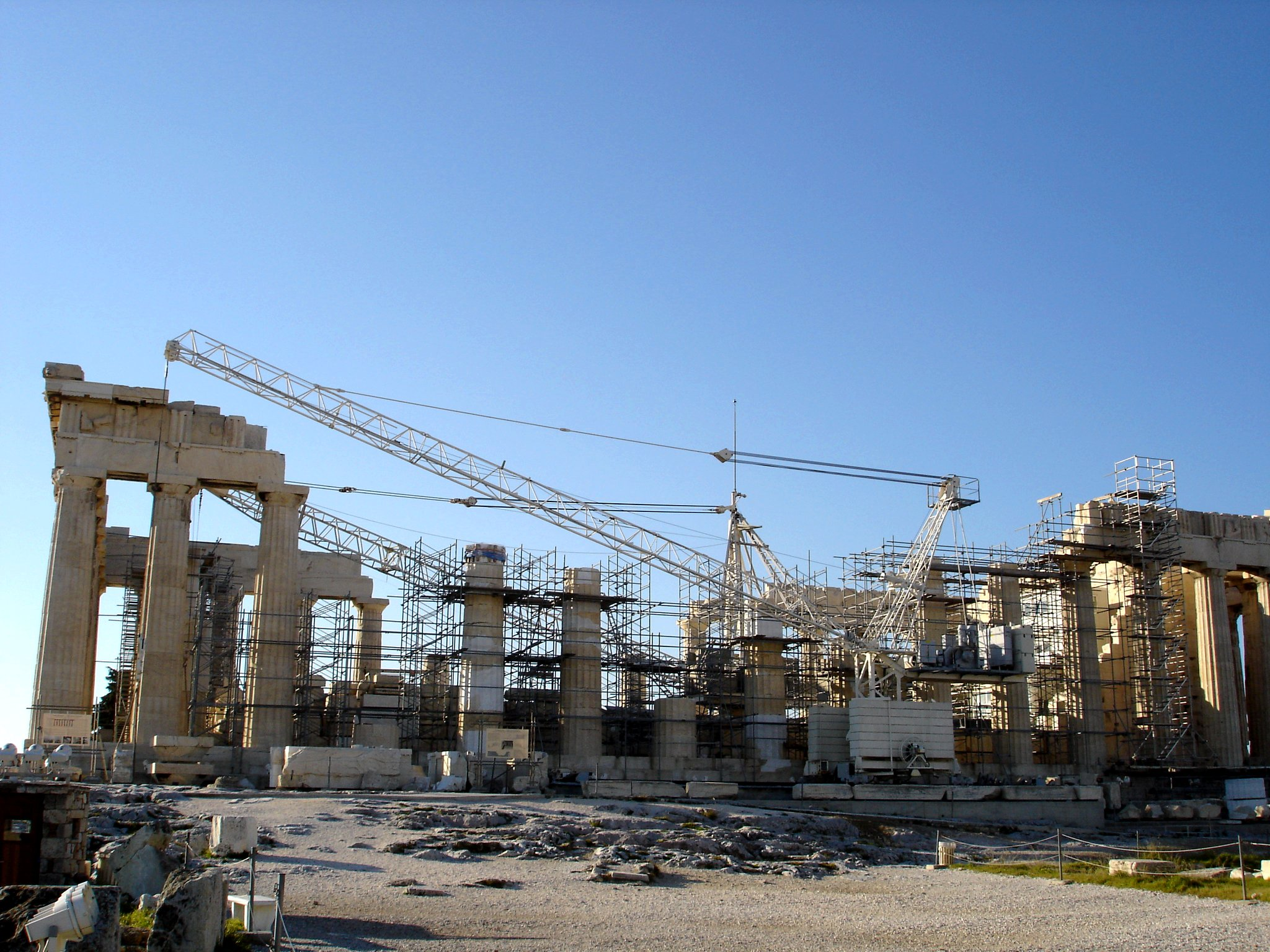
Cantiere di restauro nel febbraio 2005

La disputa si concentra sui marmi del Partenone rimossi da lord Elgin, che sono conservati al British Museum di Londra. Alcune sculture del Partenone sono al Louvre di Parigi, altre a Copenaghen e in altri luoghi, ma più della metà si trovano custodite al Museo dell'acropoli di Atene. Qualche scultura è ancora visibile sull'edificio stesso.
È dal 1983 che il governo greco tenta di riavere in Grecia le sculture custodite in Inghilterra. Tra i fautori principali del movimento internazionale che perora la causa della restituzione dei marmi alla Grecia vi è la figura dell'artista Melina Merkouri, divenuta ministro della cultura e dello sport del PASOK nel 1981. Il British Museum ha sempre opposto un fermo rifiuto alle pretese greche sulla restituzione delle opere e i governi britannici che si sono succeduti nel tempo non hanno voluto costringere il museo a tale gesto.
Ciononostante alcuni colloqui diplomatici tra gli alti rappresentanti dei ministeri della cultura greco e britannico e i loro consiglieri legali ebbero luogo a Londra il 4 maggio 2007. Questi furono gli unici negoziati seri per molti anni e si sperava che le due parti potessero giungere a un accordo.